# 什韋特河
什韋特河是東歐的河流，屬於利耶盧佩河的左支流，流經立陶宛北部和拉脫維亞南部，河道全長123公里，流域面積2,295平方公里，河畔城鎮有扎加雷。
56°43′08″N 23°38′52″E / 56.7190°N 23.6477°E